# Loughborough
Loughborough (IPA: /ˈlʌfbərə/) è una città di mercato del Regno Unito che si trova nella contea inglese del Leicestershire, del quale è il secondo insediamento per popolazione (~68000 ab. al 2019).
Si tratta del centro amministrativo del distretto di Charnwood e sede dell'omonima università.

## Toponimo
La prima menzione della città risale al 1086, nel Domesday Book.

## Storia
Nel 1841 fu la destinazione del primo pacchetto di viaggio, organizzato da Thomas Cook per un Temperance Group, un gruppo rivolto a diminuire il consumo di alcol nella società, di Leicester. A Loughborough ha sede la fonderia di campane più grande del mondo, la John Taylor Bellfounders, che ha fornito le campane sia per il Carillion War Memorial, uno dei simboli della città, che per York Minster, la Cattedrale di York.
A nord della città è situata la Dishley Grange Farm, da dove proveniva il rivoluzionario Robert Bakewell, che ha ospitato il Leicestershire Country Show. Loughborough vanta i giornali "Loughborough Echo" e "Loughborough Guide", ma vi si trova anche il "Leicester Mercury".

## Amministrazione

### Gemellaggi
- Épinal
- Schwäbisch Hall
- Zamość
- Gembloux
- Bavnagar

## Economia
La concentrazione di negozi più importanti della città si trova tra Market Street e la zona pedonale di Market Place, zone che conservano edifici in stile art decò, come ad esempio quello che attualmente ospita il Reel Cinema. Ogni giovedì e sabato qui ha luogo un grande mercato all'aperto, mentre mensilmente viene organizzato un mercato agricolo. Il primo accenno di un mercato a Loughborough risale al 1221. Il centro commerciale 'The Rushes' venne costruito sul sito dell'ex autostazione, è collegato al centro della città da Churchgate e da Churchgate Mews, il quale ospita a sua volta negozi.

## Infrastrutture e trasporti
La stazione di Loughborugh si trova sulla Midland Main Line, la principale linea delle Midland che scorre ad est della città e collega Londra a Nottingham e Sheffield a Leeds. In passato c'erano tre vie ferroviarie: l'attuale linea Midland, la Great Central Railway con la sua stazione centrale, ed una ramificazione della linea da Nuneaton, parte della London and North Western Railway. Brush Traction, costruttore di locomotive, ha sede nella città.
Lo svincolo autostradale 23 della M1 si 5 km ad ovest. Si può arrivare anche da nord con lo svincolo 24, passando attraverso Kegworth e Harthern sulla A6.
Le compagnie di autobus che servono la zona sono la Arriva, la Paul S. Wilson Coaches, e la Kinch Bus.
Il fiume Soar scorre ad est della città. La navigazione a nord, verso il fiume Trent, fu realizzata nel 1778 dalla Loughborough Navigation, che si interrompe al molo di Loughborough, tra Derby Road e Bridge Street. In seguito fu creata anche la Leicester Navigation, collegata alla Loughborough Navigation al Canal Bridge, e quindi al fiume Soar a sud della città. Entrambe le Navigation fanno parte della Grand Union Canal.

## Sport
Il Rugby Union Club, Loughborough RFC, fondato nel 1891, si allena sui campi da gioco di Derby Road.
Altri gruppi sportivi sono il Loughborough Dynamo Football Club ed i Loughborough Aces. È presente anche un'associazione di Netball al Loughborough Leisure Centre. Un tempo la città ospitava una squadra professionale di calcio, il Loughborough F. C., nella Football League verso la fine del 1800. Il cricket è particolarmente seguito, e diversi livelli sono rappresentati dalle seguenti squadre: Loughborough Town C.C., Loughborough Carillon C.C., Loughborough Carillon Old Boys' C.C. e Loughborough Greenfields C.C. L'università è la sede della ECB National Cricket Academy, utilizzata dalla squadra nazionale inglese come principale centro di allenamento. Vi è anche il gruppo di nuoto, il Loughborough Town Swimming Club.

## Eventi e manifestazioni
Dal 1997 in maggio si tiene il Canal Festival, nei pressi del Chain Bridge, evento che attrae circa 10.000 visitatori. In maggio, dal 1980, si tiene il tradizionale picnic nel parco. Viene organizzato dalla Charnwood Arts e si svolge a Queen's Park. Streets Alive, Strade Vive, è un'altra manifestazione organizzata nello stesso periodo dell'anno dalla Charnwood Arts e dal Charnwood Borough Council.
Novembre è il mese di una grande fiera, con attrazioni tipo luna park e stand gastronomici, fiera che occupa il centro cittadino dal mercoledì pomeriggio fino a domenica sera.
Il cinema Reel ha sei schermi, fu costruito nel 1936 in stile art deco. Nel tempo ha cambiato vari nomi: Pal Court and Ballroom, Empire, Classic e Curzon.